# Europees kampioenschap hockey vrouwen
Het Europees kampioenschap hockey voor vrouwen is een tweejaarlijks internationaal toernooi voor landenteams. Het toernooi wordt georganiseerd door de European Hockey Federation en werd voor het eerst in 1984 gehouden.

## Geschiedenis
Voor mannen werd het Europees kampioenschap reeds in 1970 voor het eerst georganiseerd. De vrouwen moesten nog veertien jaar wachten op een eerste toernooi. In het Franse Rijsel kroonde Nederland zich tot Europees kampioen. Nederland won het toernooi tot op heden twaalf keer en is daarmee recordhouder. In het huidige format spelen de top zes van het afgelopen EK, aangevuld met de top twee van het laatste EK voor B-landen, voor de Europese titel. De zevende en achtste van elk toernooi degraderen naar de B-reeks.

## Erelijst
| Jaar | Locatie         | Goud      | Zilver      | Brons          |
| ---- | --------------- | --------- | ----------- | -------------- |
| 1984 | Rijsel          | Nederland | Sovjet-Unie | West-Duitsland |
| 1987 | Londen          | Nederland | Engeland    | Sovjet-Unie    |
| 1991 | Brussel         | Engeland  | Duitsland   | Sovjet-Unie    |
| 1995 | Amstelveen      | Nederland | Spanje      | Duitsland      |
| 1999 | Keulen          | Nederland | Duitsland   | Engeland       |
| 2003 | Barcelona       | Nederland | Spanje      | Duitsland      |
| 2005 | Dublin          | Nederland | Duitsland   | Engeland       |
| 2007 | Manchester      | Duitsland | Nederland   | Engeland       |
| 2009 | Amstelveen      | Nederland | Duitsland   | Engeland       |
| 2011 | Mönchengladbach | Nederland | Duitsland   | Engeland       |
| 2013 | Boom            | Duitsland | Engeland    | Nederland      |
| 2015 | Londen          | Engeland  | Nederland   | Duitsland      |
| 2017 | Amstelveen      | Nederland | België      | Engeland       |
| 2019 | Antwerpen       | Nederland | Duitsland   | Spanje         |
| 2021 | Amstelveen      | Nederland | Duitsland   | België         |
| 2023 | Mönchengladbach | Nederland | België      | Duitsland      |
| 2025 | Mönchengladbach | Nederland | Duitsland   | Spanje         |
| 2027 | Londen          |           |             |                |

## Medaillespiegel
Bijgewerkt t/m 2025
| Plaats | Land        | Goud | Zilver | Brons | Totaal |
| 1      | Nederland   | 13   | 2      | 1     | 16     |
| 2      | Duitsland   | 2    | 8      | 5     | 15     |
| 3      | Engeland    | 2    | 2      | 6     | 10     |
| 4      | Spanje      | 0    | 2      | 2     | 4      |
| 5      | België      | 0    | 2      | 1     | 3      |
| 6      | Sovjet-Unie | 0    | 1      | 2     | 3      |
| Totaal | Totaal      | 17   | 17     | 17    | 51     |